# طراز لويس السادس عشر
أسلوب لويس السادس عشر الذي يُسمى أيضًا لويس سيز، هو أسلوب في العمارة والأثاث والديكور والفن تطور في فرنسا خلال فترة حكم لويس السادس عشر (1774- 1793) التي استمرت 19 عامًا، قبل الثورة الفرنسية مباشرة. شهدت هذه الفترة المرحلة الأخيرة من أسلوب الباروك وكذلك ولادة الكلاسيكية الجديدة الفرنسية. جاء الأسلوب كرد فعل على الزخرفة المنمقة لفترة الباروك السابقة. استُلهم بشكل جزئي من اكتشافات اللوحات الرومانية القديمة والنحت والعمارة في هركولانيوم وبومبي. شملت سمات هذا الأسلوب كلًا من العمود المستقيم وبساطة الساكف والعتب وساكف المعبد اليوناني. عبر الأسلوب أيضًا عن القيم المستوحاة من جان جاك روسو للعودة إلى الطبيعة ووجهة النظر التي تعتبر الطبيعية نموذجًا مثاليًا ووحشيًا، لكنه ما يزال نموذجًا منظمًا وجديرًا بالفنون التي تتبعه.
كان من بين المعماريين البارزين في تلك الفترة فيكتور لويس (1731- 1811)، الذي أكمل مسرح بوردو (1780)، ومسرح أوديون في باريس (1779- 1782) من تصميم كل من ماري جوزيف بير (1730- 1785) وتشارلز دي وايلي (1729- 1798). أكمل فرانسوا جوزيف بيلانغر قلعة باغاتيل في ثلاثة وستين يومًا فقط للفوز برهان لصاحبها شقيق الملك. هناك معلم لآخر لهذه الفترة هو بلفيدير التريانون الصغير الذي بناه ريتشارد ميك. يُعد فندق دو سالم في باريس المبنى الأكثر تميزًا من أسلوب لويس السادس عشر السكني المتأخر (الآن قصر جوقة الشرف الذي بناه بيير روسو بين عامي 1751- 1783).
أُنشئت مكاتب وخزائن مصنوعة بشكل رائع لقصر فرساي والمساكن الملكية الأخرى على يد صانعي الخزائن جان هنري ريزنر وديفيد رونتغن، مستخدمين تطعيمًا من الخشب الجيد وخصوصًا الماهوجني المزين بالبرونز المذهب واللؤلؤ. صنع جان هنري ريزنر وجورج جاكوب مجموعات رائعة من الكراسي والطاولات.
استمرت أعمال النسيج الملكي من الغوبلان والأوبيسون ومنسوجات بوفيه لصنع المفروشات الكبيرة، لكن جزءًا متزايدًا من الأعمال شمل تنجيد المفروشات لمجموعات جديدة من الكراسي والأرائك وغيرها من المفروشات الأخرى من أجل المساكن الملكية ومساكن النبلاء. أصبح ورق الجدران أيضًا جزءًا مهمًا من التصميم الداخلي، بفضل العمليات الجديدة التي طورتها ريفيليون.

## الأصل والتأثيرات
جاء أسلوب لويس السادس بمثابة رد فعل وانتقال إلى أسلوب الباروك الفرنسي، الذي سيطر على العمارة والزخرفة والفن الفرنسيين منذ منتصف القرن السابع عشر، وبشكل جزئي من الرغبة في إنشاء مثال جديد عن الجمال المرتكز على نقاء وعظمة فن الرومان والإغريق. ندد النحات الفرنسي والرسام والناقد الفني تشارلز نيكولاس كوتشين في عام 1754، بانحناءات وتموجات أسلوب الروكايل السائد: «لا تعذب دونما سبب تلك الأشياء التي يمكنها أن تكون مستقيمة، وعد إلى الإدراك الجيد الذي يُعد بداية للذوق الجيد».
أظهر لويس السادس عشر القليل من الحماس للفن أو العمارة، وقد ترك إدارتهما لتشارلز كلود فلاهاوت دو لا بيلاديري، كونت أنجيفيليه الذي أصبح المدير العام للمباني والحدائق والفنون والأكاديميات والمصانع الملكية. أجل كونت أنجيفيليه لأسباب مالية توسيع قصر فرساي، لكنه أكمل قصر كومبين الجديد (1751- 1783)، الذي بدأه لويس الخامس عشر وزينه من عام 1782 وحتى عام 1786. كانت إضافة الملك المعمارية الرئيسية إلى قصر فرساي، هي المكتبة الجديدة في الطابق الأول (التي بدأت في عام 1774). أصبح الملك أكثر كرمًا من أجل الملكة ماري أنطوانيت التي أعادت تزيين الشقق الكبرى الخاصة بالملكة في قصر فرساي عام 1785، ونفذت أعمالًا مهمة في شققها ضمن قصري فونتينبلو وكومبين، إضافة إلى شقق جديدة في قصر التويليري. أعطى الملك للملكة التريانون الصغير في فرساي، واشترى لها عام 1785 قصرًا جديدًا في سانت كلاود.
استُخدمت الكلاسيكية والنماذج الرومانية واليونانية القائمة في العمارة منذ عهد لويس الرابع عشر، الذي رفض مخطط جيان لورينزو برنيني لواجهة باروكية في متحف اللوفر، واختار بدلًا عنها واجهة كلاسيكية مع كولانيد وقوصرة. ابتعد المعماريون في عهد لويس الرابع عشر مثل جول أردوان مانسار وجاك لوميرسييه عن الأسلوب القوطي وأسلوب النهضة واستخدموا نسخة باروكية من القبة الرومانية في الكنائس الجديدة في فال دو غريس وليزانفاليد. واصل لويس الخامس عشر وكبار المعماريين لديه مثل جاك آنج غابرييل وجاك جيرمان سوفلوت، أسلوبًا من العمارة يعتمد على التناظر والخطوط المستقيمة. ابتكر غابرييل مجموعة من المباني الكلاسيكية حول ميدان الكونكورد، بينما صمم سوفلوت الباثينون (1758- 1790) بالاعتماد على النموذج الروماني.
صمم قصر تريانون الصغير في فرساي (1762- 1764) جاك آنجي غابرييل لعشيقة الملك لويس الخامس عشر، مدام دي بومباردو. تميز التريانون بشكله المكعب وواجهاته المتناظرة والبريستايل الكورنثي، وقد صُممت جميعها على غرار فيلات بالاديو، وجعلت منه نموذجًا لأسلوب لويس السادس عشر.
هناك تأثير بارز آخر في الأسلوب لمعماري عصر النهضة أندريا بالاديو، وعمارته التي أثرت على بناء المنازل الريفية في إنجلترا، وكذلك المعماري الفرنسي كلود نيكولاس ليدو (1736- 1806). كانت أفكار بالاديو مصدر إلهام لقصر لوفيسين، الذي بنى جناحه الموسيقي الكلاسيكي الجديد (1770-1771)، كلود نيكولاس ليدو لعشيقة لويس الخامس عشر، مدام دو باري. يتميز هذا الجناح بكونه مكعب الشكل ويمتلك واجهة من أربعة دعامات تدعم الساكف ودعامة الشرفة. أصبح هذا الجناح نموذجًا لمنازل مشابهة في عهد لويس السادس عشر.

## العمارة المدنية
تشمل المعالم البارزة لعمارة لويس السادس عشر المدنية، فندق دو لا موني في باريس (1771- 1776) لجاك دينيس أنطوان، وكذلك قصر العدل في باريس الذي صممه جاك أيضًا، ومسرح بيزانسون (1775) وقلعة بينوفيل في كالفادوس اللذان صممهما ليدوكس. يحتوي المبنى الأخير على عمارة هندسية وسقف مسطح وبورتيكو يتبع النظام العملاق مع أعمدة كورنثية. تبنت مدرسة الجراحة في باريس التي صممها جاك غوندوان أشكال التاون هاوس الكلاسيكية الجديدة (1769)، مع بلاط شرف يقع بين جناح عرض مع كولانيد على جهة الشارع والمبنى الرئيسي. أضاف أيضًا بريستايل وطابقًا آخر فوق الأعمدة، وحول المدخل إلى الساحة عبر قوس نصر منمنم.
كانت المسارح في باريس وبوردو أمثلة بارزة على الأسلوب الجديد. أكمل المعماري فيكتور لويس (1731- 1811) مسرح بوردو (1780)، المميز بأدراجه العظيمة والتي شكلت نموذجًا للأدراج في قصر غارنييه. أكمل المسرح الوطني الفرنسي في خضم الثورة الفرنسية عام 1791. بُني مسرح أوديون في بارس (1730- 1785) من تصميم ماري جوزيف بير (1730- 1785) وتشارلز دو وايلي (1729- 1798)، وقد تميز المسرح بوجود بورتيكو على شكل جناح مسقوف مع أعمدة في مقدمة الواجهة.
من أشهر المباني في تلك الفترة، قصر باغاتيل الصغير (1777)، الذي صممه وبناه فرانسوا جوزيف بيلانغر من أجل الكونت دو أرتوا، شقيق لويس السادس عشر. صًمم القصر الصغير واستُكمل بناؤه خلال 63 يومًا فقط، للفوز برهان مع ماري أنطوانيت حول قدرته على بناء القصر في أقل من ثلاثة أشهر. امتلكت ماري أنطوانيت بلفيدير صغيرًا مشابهًا من الكلاسيكية الجديدة أنشأه المعماري ريتشارد ميك، الذي صمم لها أيضًا هامو دو لا رين، وهو ملاذ ريفي في الحديقة.
من المشاريع المعمارية الأخرى غير الاعتيادية، تحويل القصر الملكي في قلب باريس إلى مركز تسوق كبير. إذ كلف دوق دو شارتر في عام 1781، المعماري فيكتور لويس بإنشاء رواق مسقوف من المتاجر والمقاهي والنوادي في الطابق الأرضي نتيجة حاجته للمال. أضاف فيكتور حلقة مغطاة في المركز في عام 1788، إضافة إلى ممشى مغطى ومساحة خاصة بالحفلات والترفيه، وسقف عريشة مدعومًا بواسطة 72 عمودًا أيونيًا.
المبنى الأكثر تميزًا لأسلوب لويس السادس عشر السكني المتأخر هو فندق دو سالم (الآن قصر دو لا ليون دو أونور، الذي بناه بيير روسو بين عامي 1751- 1783). تتميز الواجهة ببساطتها وانسجامها وتوازنها. يدعم كولانيد من أعمدة كورنثية الروتوندا، التي تعلوها التماثيل. اكتسبت الواجهة حيوية بفضل تماثيل الأباطرة الرومان ضمن الحنيات، والمنحوتات البارزة فوق نوافذ الجزء الأساسي المركزي نصف الدائري.